# Ала Деи Сарди
Ала Деи Сарди (итал. Alà dei Sardi) је насеље у Италији у округу Сасари, региону Сардинија.
Према процени из 2011. у насељу је живело 1864 становника. Насеље се налази на надморској висини од 663 м.

## Становништво
Према резултатима пописа становништва 2011. у општини је живело 1.931 становника.
| 1931. | 1936. | 1951. | 1961. | 1971. | 1981. | 1991. | 2001. | 2011. |
| ----- | ----- | ----- | ----- | ----- | ----- | ----- | ----- | ----- |
| 2.167 | 2.088 | 2.443 | 2.561 | 2.232 | 2.219 | 2.052 | 1.949 | 1.931 |